# Sam Tromp
Samuel (Sam) Tromp (Groningen, 25 januari 1902 – Amsterdam, 11 oktober 1987) was een Nederlands violist.
Hij was zoon van het Groninger echtpaar Aaltje van Dam en koopman Arend Tromp. Hijzelf was getrouwd met de Groningse Betje de Swaan; na haar overlijden in 1949 hertrouwde hij in 1952 met illustrator Sara Frank/Sara Tromp, ook Groningse.
Tromp werd opgeleid door Emil Clemens Schröner en Frieso Molenaar in zijn geboortestad. Hij kreeg na een examen een beurs om zijn studie voort te zetten aan de Conservatorium van Amsterdam. Inkomsten kreeg hij mede door kantoorwerk bij de Twentsche Bank. Het conservatorium doorliep hij in korte tijd en hij nam vervolgens les bij Lucien Capet in Parijs en ook bij Oskar Back.
In 1925 had hij al zijn eigen leerlingenpraktijk aan de Nieuwe Herengracht 141 te Amsterdam. Nico Richter was een leerling van hem. Voorts had hij drie jaar zitting in de Haarlemsche Orkest Vereeniing onder Eduard van Beinum.
Hij was tussen 1928 en 1968 violist in het Concertgebouworkest; tot 1 september 1941 had hij zitting bij de tweede violen, na 1 september 1945 bij de eerste violen. Die onderbreking is terug te voeren op de arisering die in 1941 tot en met 1945 had plaatsgevonden binnen het orkest en andere instelling. Joodse musici mochten toen geen deel uitmaken van het (culturele) leven. Een aantal musici waaronder Tromp vond in die periode onderdak bij het Joodsch Symphonie Orkest onder Albert van Raalte. Daarna werden ze als enigszins beschermd onder het Plan-Frederiks met een verblijf in een reserveringskamp in Barneveld, vermoedelijk dat aan de Stationsweg 2 (1943). De bescherming aldaar was van tijdelijke aard. De groep musici werd in voorjaar 1944 in haar geheel overgebracht naar Kamp Westerbork en even later naar Theresienstad. In de groep zaten ook Sam Swaap en Herman Leijdensdorff. Hij overleefde de Tweede Wereldoorlog. Vrij snel bij zijn retour in het orkest schoof hij dus door naar de eerste violen. In 1963 kreeg hij vanwege 25-jarig jubileum een eremedaille van het orkest. Sinds 1965 was hij ridder in de Orde van Oranje-Nassau. In 1968 ging hij met pensioen.
Ook op organisatorisch gebied roerde Tromp zich; hij was voorzitter van de Vereniging van Orkestleden in Haarlem en het JSO; hij vervulde die taak ook bij het Concertgebouworkest en was daar lid van het Stichtingsbestuur. Voorts publiceerde hij de opleidingsgids De praktijk van het orkestvioolspel (Broekmans & Van Poppel, 1963), aanbevolen door dirigenten als Pierre Monteux en Rafael Kubelik.
Hij overleed in 1987 op 85-jarige leeftijd en werd begraven op de Joodse Begraafplaats Muiderberg.
In 2020 werd zijn naam opgenomen in het Gedenkteken Joodse Musici in het Concertgebouw; een postuum eerbetoon van het orkest aan de tijdens de arisering ontslagen orkestleden.
- International Standard Name Identifier: 0000 0000 4378 9858
- Library of Congress Control Number: no93013626
- Nationale Bibliotheek van Israël: 987007441428205171
- Nederlandse Thesaurus van Auteursnamen: 306035553
- Virtual International Authority File: 41410195